# La Grande Inondation
Pour les articles homonymes, voir Flood.
Pour plus de détails, voir Fiche technique et Distribution.
La Grande Inondation (Flood) est un film britannco-sud-africano-canadien réalisé par Tony Mitchell et sorti en 2007.
Il s'agit du premier long métrage du réalisateur et de l'adaptation du roman Flood de Richard Doyle, publié en 2002,.

## Synopsis
Devant la station météorologique britannique de Wick, en Écosse, la mer se déchaîne. Soudain, une vague gigantesque emporte la station au fond de l'eau. Un peu plus loin, une femme et sa mère sont surprises par l'inondation de leur maison et se retrouvent piégées à l'intérieur. À Londres, encore ignorante de ces terribles événements, Samantha Morrison, à la tête du centre de contrôle de la Barrière de la Tamise, observe avec inquiétude les données météorologiques qu'elle vient de recevoir. Craignant une inondation dans le centre de la capitale, elle décide d'activer la procédure normale de marée haute.
Pendant ce temps, les météorologues, convoqués en urgences auprès du Vice-premier ministre, sont sonnés. Ils viennent d'apprendre qu'une partie de la ville de Wick a été dévastée, faisant au moins 21 victimes et 15 disparus. Alors que le bilan humain ne cesse de s'alourdir, le Vice-premier ministre s'indigne de ne pas avoir été alerté de la catastrophe qui se préparait. Mais ces derniers se justifient : la météo n'est pas une science exacte et la trajectoire d'une tempête est difficilement prévisible. Ils le rassurent toutefois puisqu'elle semble se déplacer vers l'est, laissant du répit aux côtes anglaises pour se diriger vers la mer du Nord et Hoek van Holland.
Pourtant, cet optimisme est en totale contradiction avec les calculs du professeur Leonard Morrison, chercheur et spécialiste de l'environnement. Selon lui, l'inondation qui se prépare à Londres devrait être catastrophique. Il alerte son ex-belle-fille Samantha Morrison et son fils Rob, ingénieur maritime employé dans l'entreprise sous contrat avec le barrage mobile de la Tamise.

## Fiche technique
Sauf indication contraire, les informations mentionnées dans cette section peuvent être confirmées par la base de données cinématographiques IMDb,  présente dans la section « Liens externes ».
- Titre original : Flood
- Titre français : La Grande Inondation
- Réalisation : Tony Mitchell (en)
- Scénario : Justin Bodle et Matthew Cope[2], d'après le roman Flood de Richard Doyle
- Musique : Debbie Wiseman
- Direction artistique : Steve Carter, Christophe Dalberg, Belinda Johnson et John Trafford
- Décors : Jonathan Lee
- Costumes : Kate Carin
- Photographie : Pierre Jodoin
- Montage : Annie Ilkow et Simon Webb
- Production : Justin Bodle et Peter McAleese[3]
  - Coproduction : Genevieve Hofmeyr, Philip Key et Michael Prupas[2]
- Sociétés de production : Power, en coproduction avec Moonlighting Films et Muse Entertainment[3]
- Sociétés de distribution : Lionsgate UK[2] (Royaume-Uni) ; TF1 Distribution (France)
- Budget : 24 millions de dollars[3]
- Pays de production :  Afrique du Sud,  Canada,  Royaume-Uni
- Langue originale : anglais
- Format : couleur — 35 mm — 1,85:1 — son DTS / Dolby Digital
- Genre : catastrophe, drame, thriller
- Durée : 110 minutes (cinéma) ; 187 minutes (TV)
- Dates de sortie :
  - Royaume-Uni : 24 août 2007 (avant-première à Londres) ; 4 mai 2008 sur ITV1[4]
  - Québec : 10 juillet 2008 (DVD)[5]
  - France : 31 janvier 2009 sur TF1[6]

## Distribution
- Robert Carlyle (VF : Éric Herson-Macarel) : Rob Morrison, chef ingénieur[1]
- Tom Courtenay : Leonard Morrison, professeur et père de Bob
- David Suchet (VF : Roger Carel) : Campbell, vice-premier ministre
- Jessalyn Gilsig (VF : Rafaèle Moutier) : Samantha « Sam » Morrisson, ex-femme de Bob
- Joanne Whalley (VF : Martine Irzenski) : Patricia Nash, commissaire
- Nigel Planer : Keith Hopkins
- Poppy Miller : Nikki Fuller
- Ralph Brown : Neil Stafford
- Jade Davidson : Mel Stafford
- Pip Torrens : Richardson, agent de liaison de l'armée
- David Hayman : Ashcroft, major général
- Gottfried John : Arthur Moyes
- Nathalie Boltt : Kate Morrison
- Giorgio Lupano : Toni Lombardi
- Angus Barnett : Bill
- Tom Hardy : Zack
- Susan Wooldridge : Penny
- John Benfield (en) : Frank
- Martin Ball (en) : Wyatt
- Moira Lister : Elderly Gran
- Cecilia Dazzi : Anna
- Sara Langridge : Claire
- Ronald France : Hedges

## Production

### Genèse et développement
Début mars 2006, la société de production britannique, Power, appartenant au PDG Justin Bodle et au producteur Peter McAleese, annonce avoir débuté le premier long métrage intitulé Flood, un thriller catastrophe dépeignant Londres sous les vagues, sous la direction de Tony Mitchell.
Le scénario est signé Justin Bodle et Matthew Cope, d'après le roman éponyme de Richard Doyle qui s'est inspiré d'un article sur le réchauffement climatique :

« [C'était] l'un de ces éléments terrifiants sur les conditions météorologiques extrêmes, l'élévation du niveau de la mer et les tempêtes violentes fréquentes. Soudain, je me suis souvenu de la barrière de la Tamise. Je me suis demandé comment ça s'en sortirait »

— Richard Boyle.
Ce projet s'élève à 24 millions de dollars, et coproduit par Philip Key et Geneviève Hofmeyr pour Moonlighting Films (Afrique du Sud) et Michael Prupas pour Muse Entertainment (Canada),.

### Attribution des rôles
Début mars 2006, Robert Carlyle y est mentionné pour un rôle, aux côtés de Jessalyn Gilsig, Tom Courtenay, David Suchet, Joanne Whalley, Nigel Planer et Tom Hardy.

### Tournage
Le tournage débute en mars 2006, à Londres (Royaume-Uni) et dans les studios en Afrique du Sud, ce qui fera en tout 11 semaines.
Vingt-six décors de studio ont été construits avec des effets intégrés d'eau afin de filmer les acteurs dans de nombreuses séquences d'inondation. Des décors miniatures immergés dans des réservoirs remplis d'eau ont été utilisés pour filmer les bâtiments de grande taille tels que le barrage de la Tamise, le métro londonien et des parkings. Générés par ordinateur, des effets visuels ont été utilisés pour les scènes de Londres inondée en combinant des prises de vue de Londres avec de l'eau créée numériquement. Les scènes à Whitehall, sur la côte écossaise, dans le métro de Londres et le barrage de la Tamise ont été tournées au Cap[réf. nécessaire].

### Musique
La musique est composée par Debbie Wiseman, avec l'’Orchestre philharmonique royal.
Liste de pistes
1. Flood (3:09)
2. Granny’s Cottage (3:18)
3. Overwhelming the Barrier (1:58)
4. Struggle to Survive (2:11)
5. Destruction at Work (2:13)
6. Crisis Control (1:48)
7. Too Late? (4:18)
8. Evacuation (6:01)
9. Trapped (1:43)
10. The Raging Storm (2:39)
11. Personal Differences (3:33)
12. The Capital at a Standstill (3:15)
13. Devastation (2:36)
14. Heroes or Victims (6:22)
15. Race Against Time (2:22)
16. Difficult Decisions (4:42)
17. No Way Out (4:12)
18. High-Risk Plan (8:47)

### Postproduction
Début août 2007, la société, Power, signe un contrat avec Lionsgate UK pour une sortie limitée à Londres.

« Flood n'est pas seulement notre plus grande nouvelle production, mais aussi notre tout premier long métrage, donc cet accord est une étape importante pour nous en tant que société de production et de distribution. Il a tous les éléments d'un film catastrophe classique - une grande action, un excellent scénario, des effets spéciaux époustouflants et une grande distribution - mais avec une approche distinctement britannique. C'est aussi une histoire très opportune et, à ce titre, nous avons reçu des conseils de nombreux partenaires, y compris l'Agence pour l'environnement »

— Justin Bodle, producteur de Power.

## Accueil

### Avant-première et diffusions
Flood est projeté, le 24 août 2007, en avant-première, à Londres (Angleterre).
Le film devient, au Royaume-Uni, une mini-série en deux parties pour la chaîne ITV1, où elle est diffusée en première partie de soirée, entre le dimanche 4 et le lundi 5 mai 2008, avec 7,2 millions de téléspectateurs.
En France, sous le titre La Grande Inondation, il est également divisé en deux parties et diffusé en pleine soirée du samedi 31 janvier 2009 sur la chaîne TF1, réunissant 5,7 millions de téléspectateurs.